# Bengt Gustaf Geijer
Bengt Gustaf Geijer den äldre, född 11 mars 1682 på Stora Bohr i Lindes socken, Örebro län, död 26 oktober 1746 på Uddeholm, var en svensk brukspatron, sonson till Christoffer Geijer den äldre och dotterson till Johan Börjesson Carlberg.

## Biografi
Geijer studerade vid Uppsala universitet, blev 1698 bruksbokhållare och 1716 arrendator av Uddeholms sätesgård och bruk med Stjerns hytta i Värmland, som han 1720 köpte (i sin andra hustrus börd). Han var förut (genom sitt första gifte) delägare i Bosjö bruk. I Ekshärads och Norra Råda socknars ödemarker anlade han åtskilliga verk, av vilka de förnämsta var Uddeholmshyttan (1724), Tranebergs hytta (1731), Geijersholms två hamrar (1731 och 1734) och Gustafsfors bruk (1746).
Han byggde med tiden upp en betydande förmögenhet och sammanslog sina egendomar – utom Bosjö – till ett slags fideikommiss för barnen i hans andra gifte och deras avkomlingar, "Uddeholms bolag". År 1870 förändrades emellertid denna stiftelse, som för övrigt redan förut upptagit oskylda delägare, till aktiebolag. 
Geijer var gift första gången med Engelborg Strokirk, som dotter till brukspatronen Henrik Strokirk och sondotter till Evert Strokirk, och  andra gången med sin släkting Lovisa Sofia Tranæa, som var dotter till amiralitetsmedicus Johan Gottschalk Tranæus och dennes hustru Elsa Carlström. I andra giftet märks sönerna Bengt Gustaf Geijer, Carl Geijer och Emanuel af Geijerstam. En sonson var Bengt Reinhold Geijer och en sonsons son var Erik Gustaf Geijer.